# Bystropogon origanifolius
Bystropogon origanifolius es una especie de planta herbácea de la familia de las lamiáceas. Es originaria de Macaronesia.

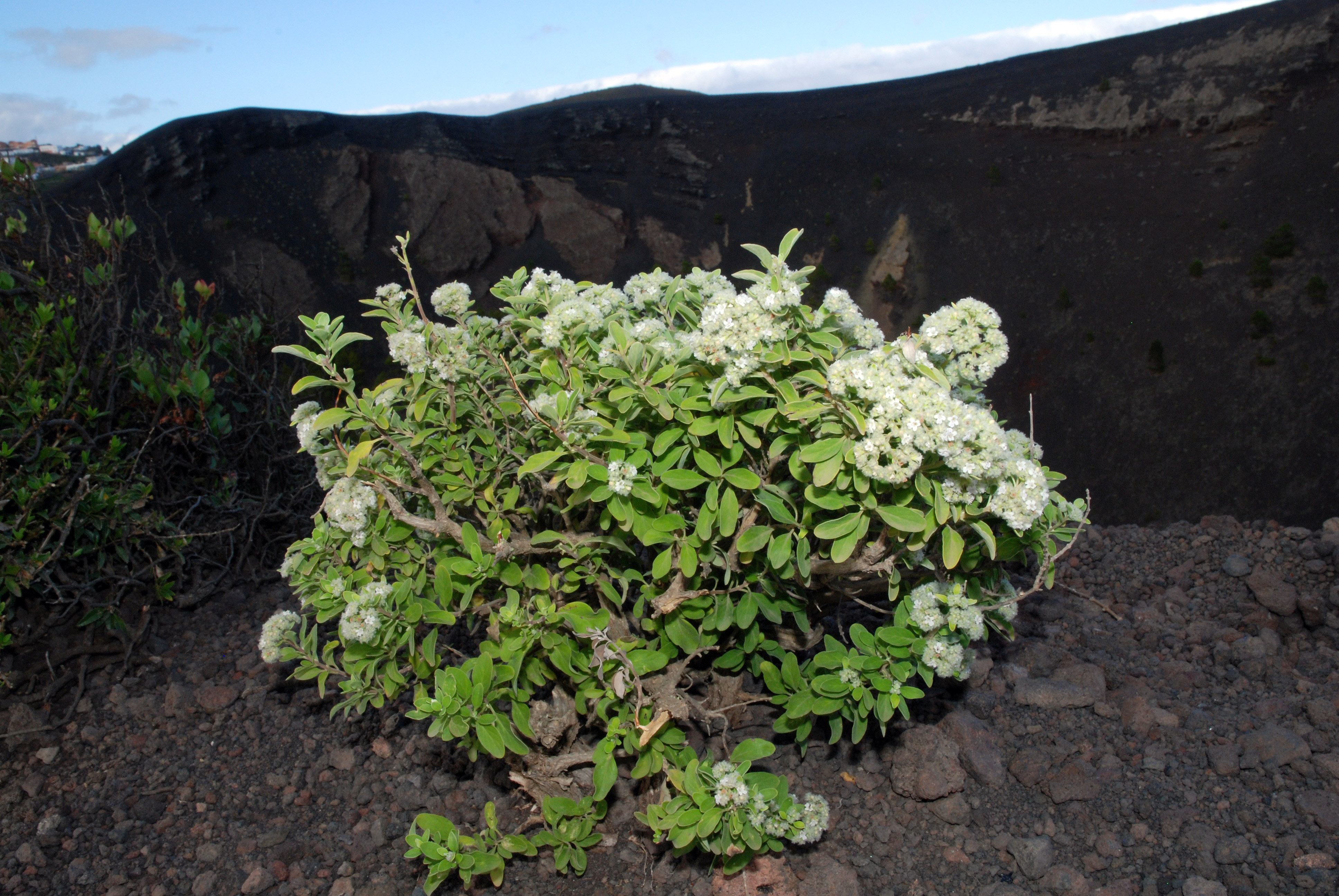
En su hábitat

## Descripción
Se diferencia dentro del género por sus flores, que se disponen en cimas dicótomas y que poseen un cáliz tubular con dientes largos. Las hojas tienen olor mentolado y las ramas y peciolos presentan un indumento de pelos cortos.

## Distribución y hábitat
Bystropogon origanifolius es un endemismo canario del que se diferencian cuatro variedades:  var. origanifolius, en las islas de Tenerife y La Gomera; var. canariae La Serna, en Gran Canaria; var. ferrensis (Ceb. et Ort.) La Serna, en El Hierro y var. palmensis Bornm., en La Palma. 

## Taxonomía
Bystropogon origanifolius fue descrita por Charles Louis L'Héritier de Brutelle y publicado en Journal of Botany, British and Foreign 66: 141. 1928.
Etimología
Bystropogon: nombre genérico que podría derivar del griego bystros, que significa "cerrado" y pogon, que significa "barba", haciendo referencia a que la corola de las flores está cubierta de pelos.
origanifolius: epíteto que hace referencia a la similitud de las hojas con las del género Origanum.
Variedad aceptada
- Bystropogon origanifolius var. ferrensis (Ceballos & Ortuño) La Serna

Sinonimia
- Mentha origanifolia (L'Hér.) J.F.Gmel., Syst. Nat.: 902 (1791).
- Bystropogon plumosus var. origanifolius (L'Hér.) Christ, Bot. Jahrb. Syst. 9: 136 (1888).

var. canariae La Serna, Vieraea 10: 100 (1981). de Gran Canaria.
var. ferrensis (Ceballos & Ortuño) La Serna, Vieraea 10: 102 (1981). De El Hierro.
- Bystropogon plumosus var. ferrensis  Ceballos & Ortuño, Bol. Inst. Forest. Invest. Exp. 18(33): 23 (1947).

var. origanifolius. De Tenerife y La Gomera.
var. palmensis Bornm., Bot. Jahrb. Syst. 33: 471 (1904). de La Palma.

## Nombre común
Se conoce como "poleo de pinar".